# Cefalù
Cefalù (szicíliai nyelven Cifalù) ősi város a szicíliai Palermo megyében, Olaszországban. Itt található a Cefalùi egyházmegye püspöki székhelye. A sziget északi részén, a Tirrén-tenger partján fekszik, kb. 75 kilométerre a provincia székhelyétől, és 185 km-re Messina városától. A város Szicília legnagyobb turistalátványosságai közé tartozik. Az utazó többek között római fürdőket, egy ősi katedrálist, szépséges tengerpartokat találhat a városban.

## Történelme

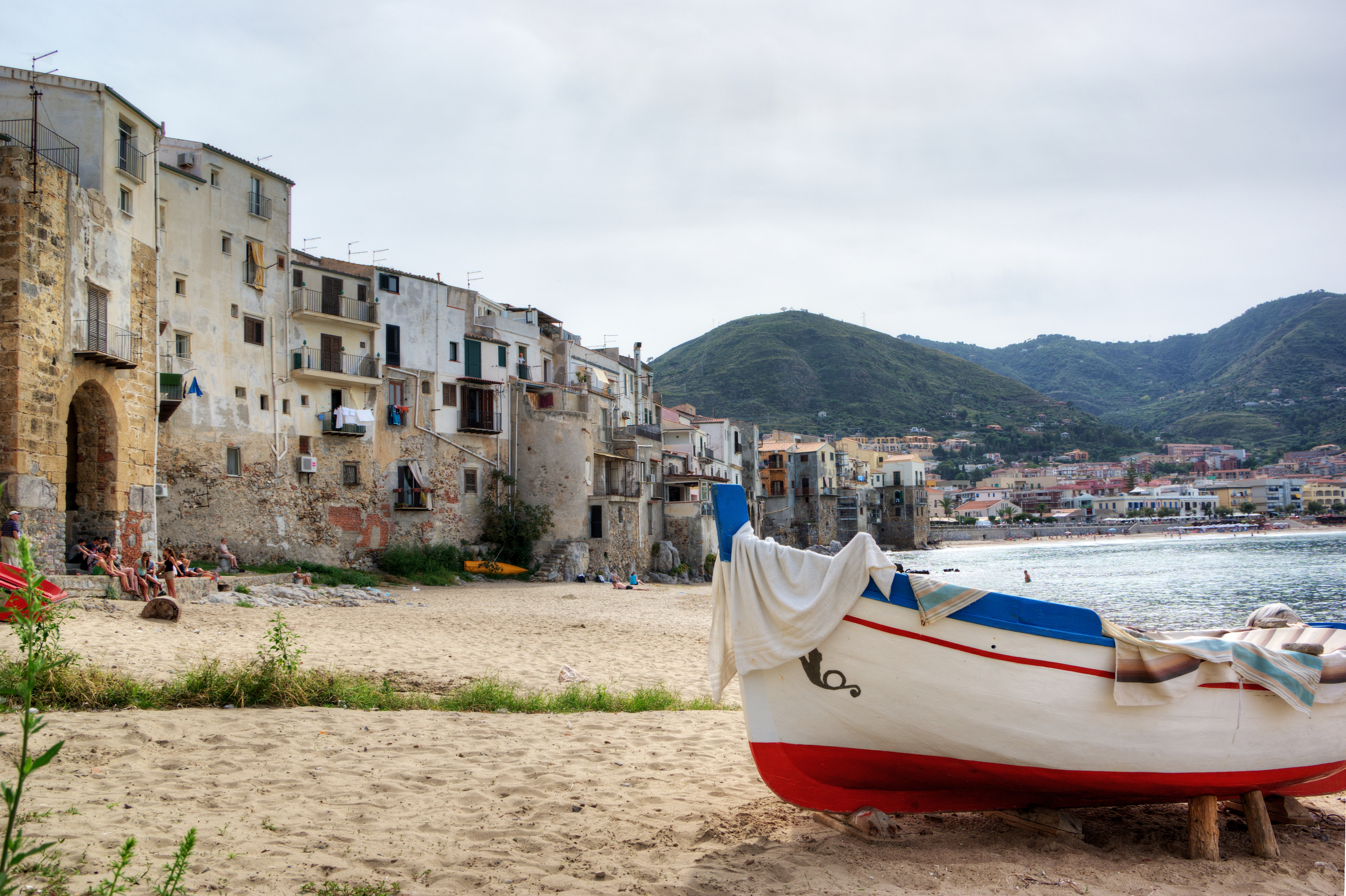
A strand

Cefalù nevét először Kr. e. 396-ban említik feljegyzésekben. Fontos helyzete, úgy tűnik, mindig is kedvező fekvéséből fakadt. A város görög neve Kephaloidion: a görög "kefalé" (jelentése: hegyfok) szóból ered. Ez a szirt ma is látható a város fölött. A város ókori történelme nem túl eseménydús, bár a prehellén időkből számos lelet maradt fönn, ami azt bizonyítja, hogy a mai város fölötti barlangokban emberek éltek. A város nem volt görög gyarmat, erre legalábbis nem utalnak források. Diodórosztól tudjuk, hogy Kr. e. 396-ban a karthágói hadvezér, Imilkon szövetséget kötött az itt lakókkal. Kr. e. 307-ben Szürakuszai türannosza, Agathoklész foglalta el. A várost – árulás révén – Kr. e. 254-ben bevették a rómaiak, az ő uralmuk alatt virágzásnak indult, és megkapta Szicília pronvincia "civitas de cumana" címét. Az arab (szaracén) támadásokat Cefalù sokáig állta, de végül 858-ban elfoglalták. A kitartó ellenállás miatt büntetésből lemészárolták a teljes lakosságot, a várost pedig fölgyújtották. A normannok söpörték ki végül az arabokat a területről. Uralmuk (például II. Roger) alatt felvirágzott a művészet és a városi élet. 1131-ben püspöki székhellyé avatták.

## Látványosságai

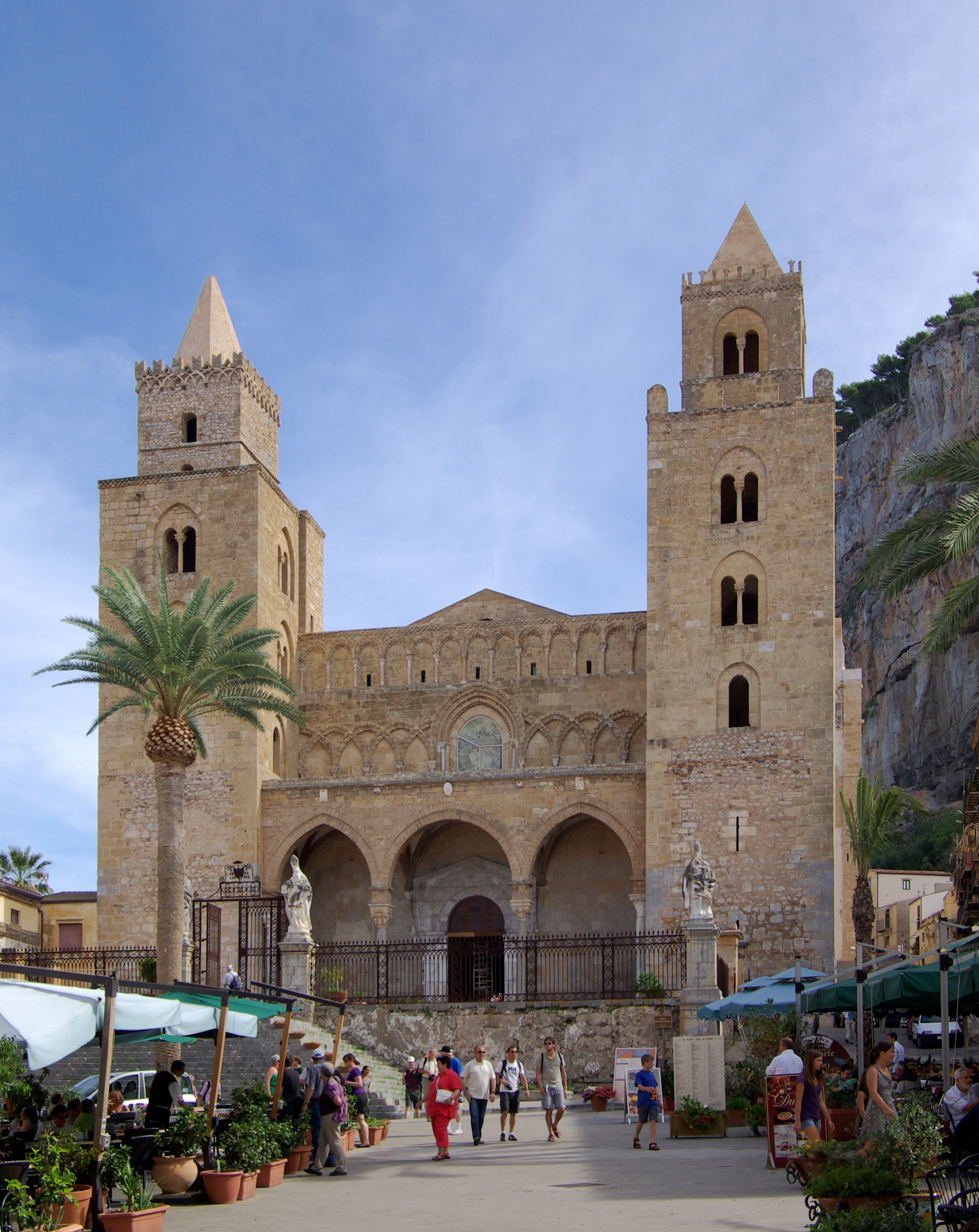
A katedrális

Az itt föllelhető ősi romok egy sokszögű, ókori épületben merülnek ki (ez a szerkezet Szicílián meglehetősen ritka), melynek minden oldalán sétaút vezet, és mindegyikhez tartozik egy-egy kamrabejárat. Ezeket szépen vágott kőből építették, görög módra, de hogy pontosan mikor, azt nem lehet biztosan tudni. Abból kiindulva, hogy a tömbök illesztése igen pontos, az időpont nem lehet túl korai.
A hegycsúcson állnak a szaracén vár romjai. A város erődítményei régebben a partvonalig értek, ott, ahol ma a modern városrész fekszik. Itt két hosszú fal védte a kikötőt. A masszív, négyszögletes kövekből álló fal maradványait ma megtalálhatjuk a déli Garibaldi-kikötőben.
A mai várost a hegy lábánál, a tengerparton alapította meg II. Roger szicíliai király, 1131-ben. Ekkor kezdték el fölépíteni a katedrálist is. A főhomlokzatot két négyemeletes torony határolja. Említésre méltó még a kerek ívű normann bejárat. A keleti falba egy félköríves apszis ékelődik.

### A katedrális
A katedrálist 1131-ben kezdték el fölépíteni, II. Roger parancsára. Az uralkodó egy tengeri viharból menekült meg, és ezért döntött úgy, hogy templomot épít a Szűzanyának. Az építkezés lassan haladt. A templomot sosem fejezték be teljesen. A normann építészetre jellemző stílusban épült, amit pontosabban szicíliai román stílusnak nevezünk. A külső rész szépen megmaradt, csúcsos ívek és ablakok díszítik. Ez utóbbiak egy-, illetve kétosztatúak. A háromíves főkaput Ambrogio da Como tervezte, 1471-ben készült el. A díszkapu éke egy nagy művészi értékkel bíró márványfaragvány. A háromhajós belső teret csúcsíves oszlopsorok tagolják. Fontos eleme a keresztelőkút, amelyet négy dombormű-oroszlán ékít. Jelentős még egy 15. századi freskó (az ábrán Szűz Mária látható a kis Jézussal). Az épület legrégibb része állítólag maga a szentély, amelyet a hagyomány szerint 1131 pünkösdjén kezdtek el megépíteni.

### Egyéb templomok
- Santa Maria dell'Odigitria, más néven Itria.
- Santa Oliva
- San Sebastiano
- Sant'Andrea
- San Leonardo
- Az Immacolatella
- A Santissimo Sacramento oratóriuma
- Szt. Balázs
- Santo Stefano
- Santissima Trinità
- Santissima Annunziata
- Szt. Katalin monostora